# Canale-di-Verde
 Canale-di-Verde  là một đô thị ở tỉnh Haute-Corse trên đảo Corse, Pháp. Xã này có diện tích 15 km², dân số năm 1999 là 335 người. Khu vực này có độ cao mét trên mực nước biển. Xã này có chung tổng Moïta-Verde với 13 xã khác: Aléria, Moïta, Ampriani, Campi, Chiatra, Linguizzetta, Matra, Pianello, Pietra-di-Verde, Tallone, Tox, Zalana và Zuani.